# Kendall Houk

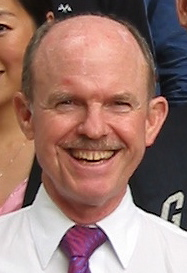
Kendall Houk

Kendall Newcomb Houk (* 27. Februar 1943 in Nashville, Tennessee) ist ein US-amerikanischer Chemiker.

## Leben
Kendall Houk wurde als Sohn von Charles H. und Janet Houk geboren. Er studierte an der Harvard University, wo er 1964 den Bachelor of Arts, 1966 den Master of Science und 1968 den Ph.D. erwarb. In seiner von Robert B. Woodward betreuten Doktorarbeit testete er experimentell Auswahlregeln für die (6+4)-Cycloaddition. Anschließend ging er an die Louisiana State University und war dort 1968 bis 1972 Assistant Professor, 1972 bis 1975 Associate Professor und 1975 bis 1980 Professor für Chemie. Von 1980 bis 1985 wirkte er als Chemieprofessor an der University of Pittsburgh und seit 1986 an der University of California, Los Angeles. Dort stand er von 1991 bis 1994 der Fakultät für Chemie und Biochemie vor. Seit 2009 ist er Inhaber des Saul-Winstein-Lehrstuhls für Organische Chemie. Außerdem war er von 1988 bis 1990 Direktor der Chemieabteilung der National Science Foundation.
Houk arbeitet auf dem Gebiet der theoretischen Chemie und der organischen Computerchemie. Seine Arbeitsgruppe modelliert komplexe organische Reaktionen am Rechner und testet die theoretischen Vorhersagen experimentell. Seine Forschungsinteressen beinhalten den Entwurf von künstlichen Enzymen als Katalysator chemischer Reaktionen, die quantitative Modellierung von stereoselektiven Reaktionen und die Dynamik von pericyclischen Reaktionen.
Er ist verheiratet und hat ein Kind. Seine Hobbys sind Laufen, Radfahren, Schwimmen, Kunst und Musik.

## Auszeichnungen
- 1972–1977: Camille and Henry Dreyfus Teacher-Scholar
- 1975–1977: Fellow der Alfred P. Sloan Foundation
- 1978: Distinguished Research Master Award (Louisiana State University)
- 1982: Alexander von Humboldt U.S. Senior Scientist Award
- 1983: Award (American Chemical Society, Akron Section)
- 1988: Arthur C. Cope Scholar Award (American Chemical Society)
- 1991: James Flack Norris Award in Physical Organic Chemistry (American Chemical Society)
- 1993: Erskine Fellow in Neuseeland
- 1998: Schrödinger Medal (World Association of Theoretically Oriented Chemists)
- 1998: Faculty Research Lecturer (University of California at Los Angeles)
- 1998: Bruylants Chair der Universität Louvain-la-Neuve in Belgien
- 1999: Tolman Award (American Chemical Society, Southern California Section)
- 1999: Ehrendoktor (Dr. rer. nat. h. c.) der Universität Essen
- 2000: Lady Davis Fellow am Technion in Haifa, Israel
- 2001: Fellow der Japan Society for the Promotion of Science
- 2003: ACS Award for Computers in Chemical and Pharmaceutical Research (American Chemical Society)
- 2009: Arthur C. Cope Award (American Chemical Society)
- 2012: Robert Robinson Award (Royal Society of Chemistry)
- 2013: Glenn T. Seaborg Medal (University of California at Los Angeles, Fakultät für Chemie und Biochemie)
- 2021: Roger Adams Award (Division of Organic Chemistry der American Chemical Society)
- 2021: Feynman Prize in Nanotechnology (Foresight Institute)

## Mitgliedschaften
- American Association for the Advancement of Science (2000–2003 Vorsitzender der Chemiesektion)
- 2002 American Academy of Arts and Sciences
- 2003 International Academy of Quantum Molecular Sciences
- 2010 National Academy of Sciences
- American Chemical Society
- World Association of Theoretically Oriented Chemists
- Royal Society of Chemistry

## Werke
Neben mehr als 900 Zeitschriftenartikeln veröffentlichte er:
- Kendall Newcomb Houk: The 6 + 4 Cycloaddition Reaction. Thesis (Ph. D.), Harvard University, 1968
- Kendall N. Houk und Leo A. Paquette: Organic Chemistry (= Topics in Current Chemistry, Band 79). Springer-Verlag, Berlin [u. a.] 1979, ISBN 3-540-09301-X
- Kendall Houk und Pierre Vogel: Advanced organic chemistry. Taylor & Francis, 2009, ISBN 9780815341673